# 12 reglas para la vida
12 reglas para vivir: Un antídoto al caos (2018) es un libro de autoayuda del psicólogo clínico canadiense y profesor de psicología Jordan Peterson. Proporciona consejos de vida a través de ensayos que abarcan temas como la ética, la psicología, la mitología y la religión, así como anécdotas personales.
El libro alcanzó las listas de best sellers en Canadá, los EE. UU. y el Reino Unido, y ha vendido más de 6 millones de ejemplares. Peterson realizó una gira mundial para promocionar el libro. Los críticos alabaron el libro por su estilo atípico. La visión de Peterson sobre Dios, así como el estilo de escritura, fue criticada por algunos sectores.

## Descripción
El libro surgió a partir del hobby de Peterson de responder diversas preguntas en la red social de preguntas y respuestas Quora, que se podrían resumir como: «¿Cuáles son las cosas más valiosas que todo el mundo debería saber?», y en su respuesta incluyó 40 reglas. Peterson declaró que el libro no sólo fue escrito para otras personas. «Es una advertencia para mí». Está escrito en un estilo más accesible que su libro académico anterior Mapas de significado (1999).[8]
El libro está dividido en capítulos, con cada título representando una regla concreta de vida explicada en un ensayo. La idea fundacional es que «el sufrimiento está constituido en la estructura del ser» y, puesto que puede ser insoportable, las personas tienen la opción de retirarse, lo que sería un «gesto suicida», o de afrontarlo y trascenderlo. Aun así, viviendo en un mundo de caos y orden, cada ser humano tiene un lado oscuro que «puede convertirlos en los monstruos que son capaces de ser» para satisfacer sus impulsos oscuros en determinadas situaciones. Los experimentos científicos como la Prueba de Gorila Invisible que la percepción está ajustada a la voluntad, y es mejor de buscar sentido antes que felicidad. Peterson notó que «está muy bien pensar que el significado de vida es la felicidad, pero ¿qué pasa cuando eres infeliz? La felicidad es un gran efecto colateral. Cuando llega, recíbela con gratitud. Pero es fugaz e imprevisible. No es algo que se debe perseguir, porque no es un objetivo. Y si la felicidad fuese el propósito de vida, ¿qué sucedería cuando fueras infeliz? Entonces serías un fracaso».
El libro sostiene la idea de que las personas nacen con el instinto para la ética y el sentido y debería hacerse cargo de buscar significado por encima de sus propios intereses (capítulo ocho, regla siete, «Persigue lo que es significativo, no lo que es conveniente»). Tal pensamiento está reflejado en historias contemporáneas como Pinocho, El Rey León y Harry Potter, o historias antiguas de la Biblia. Para «Mantente erecto y echa tus hombros atrás» (título del primer capítulo) es para «aceptar la responsabilidad terrible de la vida», para autosacrificarse, porque el individuo debe trascender la victimización y «conducir su vida en una manera que requiera el rechazo a la gratificación inmediata de deseos naturales y perversos». La comparación con las estructuras neurológicas y el comportamiento de langostas se utiliza como ejemplo natural a la formación de jerarquías sociales. Las otras partes del trabajo exploran y critican el estado de la juventud, la crianza que ignora diferencias de sexo entre varones y mujeres (crítica a la sobreprotección y el modelo de tabula rasa en las ciencias sociales), hombre-mujer, relaciones interpersonales, tiroteos escolares, religión y nihilismo moral, relativismo y falta de respeto a los valores que construyeron la sociedad occidental. En el último capítulo, Peterson esboza maneras en que uno pueda soportar los acontecimientos más trágicos en la vida, acontecimientos que están a menudo fuera del control individual. En él describe su propia lucha personal cuando descubrió que su hija Mikhaila tenía una rara enfermedad en los huesos. El capítulo es una meditación sobre cómo mantener una visión amplia y estimar las pequeñas cosas de la vida (ej. si encuentras un gato, adóptalo). También delinea una manera práctica de enfrentar la adversidad: para acortar el propio alcance de la responsabilidad (ej., centrarse en el minuto próximo más que en los próximos tres meses).
Esbozo del libro
1. Plántate derecho y con tus hombros hacia atrás.
2. Trátate a ti mismo como alguien de quien eres responsable de ayudar.
3. Hazte amigo de gente que quiera lo mejor para ti.
4. Compárate con quien eras ayer, no con quien otra persona es hoy.
5. No permitas que tus hijos hagan cosas por las que dejen de gustarte.
6. Pon tu casa en perfecto orden antes de criticar el mundo.
7. Persigue lo que es significativo (no lo que es conveniente).
8. Di la verdad, o por lo menos no mientas.
9. Asume que la persona a la que estás escuchando puede saber algo que tú ignoras.
10. Exprésate con precisión a la hora de hablar.
11. Deja en paz a los niños que montan en monopatín.
12. Acaricia un gato cuando lo encuentres en la calle.